# Paris-Camembert
A Paris-Camembert é uma carreira ciclista de um dia francesas que se disputa entre Paris e Camembert, no mês de abril.
A carreira começou-se a disputar em 1934, com o nome de Paris-Vimoutiers. A partir de 1943 passou a chamar-se Paris-Camembert.
A carreira, de uns 200 km, toma a saída em Magnanville, 60 km ao oeste de Paris e tem a meta em Vimoutiers, no departamento de Orne. Seu percurso tem um final complicado, com sete pequenas cotas nos 80 km finais. A última, o Muro des Champeaux, encontra-se a só 10 km da meta.
O primeiro vencedor foi o francês Louis Thiétard. Laurent Brochard, com três vitórias é o ciclista que mais vezes se impôs na prova.

## Palmarés
| Ano                              | Vencedor                  | Segundo               | Terceiro             |
| -------------------------------- | ------------------------- | --------------------- | -------------------- |
| Paris-Vimoutiers                 |                           |                       |                      |
| 1934                             | Louis Thiétard            | Alexandre Hamelin     | Robert Gonnet        |
| 1935                             | Marcel Bat                | Marcel Briens         | Ernest Neuhard       |
| 1936                             | Yvan Marie                | Léon Level            | Roger Kalmes         |
| 1937                             | André Auville             | Raymond Lemarie       | René-Paul Corallini  |
| 1938                             | Jean-Marie Goasmat        | Raymond Louviot       | Roger Piétéraerents  |
| 1939                             | Pierre Cloarec            | Charles Berty         | Raymond Lemarie      |
| 1940-1941 edições não realizadas |                           |                       |                      |
| 1942                             | Joseph Goutorbe           | Guillaume Godère      | Maurice Bocquet      |
| Paris-Camembert                  |                           |                       |                      |
| 1943                             | Victor Cosson             | Lucien Boda           | Camille Danguillaume |
| 1944                             | Maurice De Muer           | Giuseppe Tacca        | Léon Level           |
| 1945 edição não realizada        |                           |                       |                      |
| 1946                             | Paul Néri                 | Joseph Soffietti      | Amédée Rolland       |
| 1947                             | Robert Dorgebray          | Roger Chupin          | René Barret          |
| 1948                             | Raoul Rémy                | Lucien Teisseire      | Jean Baldassari      |
| 1949                             | Jean Rey                  | Jean-Baptiste Delille | René Lauk            |
| 1950                             | Ange Le Strat             | Camille Clerambosq    | Robert Dorgebray     |
| 1951                             | Jean Baldassari           | Roger Creton          | Robert Varnajo       |
| 1952                             | Robert Varnajo            | Édouard Muller        | Charles Coste        |
| 1953                             | Jean Guéguen              | Émile Guérinel        | Gilbert Bauvin       |
| 1954                             | Gilbert Bauvin            | Serge Blusson         | Jean Guéguen         |
| 1955                             | Jean-Marie Cieleska       | Fernand Picot         | Henri Gremeau        |
| 1956                             | René Fournier             | Louison Bobet         | Attilio Redolfi      |
| 1957                             | Joseph Groussard          | René Fournier         | Francis Siguenza     |
| 1958                             | Nicolas Barone            | Pierre Le Don         | Gérard Saint         |
| 1959                             | Nicolas Barone            | Orphée Meneghini      | Jean Bourlès         |
| 1960                             | Joseph Groussard          | Pierre Ruby           | Camille Le Menn      |
| 1961                             | Jean-Claude Annaert       | François Mahé         | Fernand Delort       |
| 1962                             | Piet Rentmeester          | Seamus Elliott        | Marc Huiart          |
| 1963                             | Jacques Simon             | Seamus Elliott        | Christian Hamelin    |
| 1964                             | Arie den Hartog           | Rudi Altig            | Jan Janssen          |
| 1965                             | Pierre Everaert           | Camille Le Menn       | Lucien Aimar         |
| 1966                             | Désiré Letort             | Jean Graczyk          | Wim de Jager         |
| 1967                             | Georges Chappe            | Robert Hagmann        | Christian Leduc      |
| 1968                             | Harry Steevens            | Maurice Izier         | Jean Dumont          |
| 1969                             | Raymond Riotte            | Georges Chappe        | Michel Périn         |
| 1970                             | Georges Chappe            | Ceest Rentmeester     | Jacques Frijters     |
| 1971                             | Gérard Moneyron           | Jacques Botherel      | Jacques Cadiou       |
| 1972                             | José Catieau              | Patrick Sercu         | Christian Raymond    |
| 1973                             | Régis Delépine            | Alain Santy           | André Mollet         |
| 1974                             | Alain Santy               | Hennie Kuiper         | Jacques Botherel     |
| 1975                             | Raymond Martin            | Joël Hauvieux         | Bernard Thévenet     |
| 1976                             | Bernard Hinault           | Jacques Esclassan     | André Gevers         |
| 1977                             | Hubert Linard             | René Bittinger        | Patrick Mauvilly     |
| 1978                             | Joop Zoetemelk            | Jean-René Bernaudeau  | Jacques Esclassan    |
| 1979                             | Raymond Martin            | Hubert Linard         | Bernard Vallet       |
| 1980                             | Pierre-Raymond Villemiane | Michel Demeyre        | Jean-Louis Gauthier  |
| 1981                             | Guy Gallopin              | Jean Chassang         | Jan Nevens           |
| 1982                             | Christian Jourdan         | Serge Beucherie       | Marc Gomez           |
| 1983                             | Christian Jourdan         | Jacques van Meer      | Raymond Martin       |
| 1984                             | Hubert Linard             | Kim Andersen          | Bruno Cornillet      |
| 1985                             | Martial Gayant            | Vincent Barteau       | Christophe Lavainne  |
| 1986                             | Kim Andersen              | Laurent Fignon        | Thierry Marie        |
| 1987                             | Mathieu Hermans           | Jean-René Bernaudeau  | Jean-Claude Colotti  |
| 1988                             | Laurent Fignon            | Bruno Cornillet       | Jean-Claude Leclercq |
| 1989                             | Andreas Kappes            | Sammie Moreels        | Pascal Dubois        |
| 1990                             | Thierry Marie             | Vincent Barteau       | John van den Akker   |
| 1991                             | Brian Holm                | Olaf Lurvik           | Jesús Blanco Villar  |
| 1992                             | Patrice Esnault           | Maximilian Sciandri   | Luc Leblanc          |
| 1993                             | Oleg Kozlitine            | Andrew Hampsten       | Laurent Bezault      |
| 1994                             | Armand de Las Cuevas      | Charly Mottet         | Laurent Brochard     |
| 1995                             | Andrei Tchmil             | Laurent Brochard      | Michel Vanhaecke     |
| 1996                             | Adriano Baffi             | Didier Rous           | Federico Colonna     |
| 1997                             | Mauro Gianetti            | Viatcheslav Ekimov    | Pascal Hervé         |
| 1998                             | Pascal Lino               | Arnaud Prétot         | Rodolfo Massi        |
| 1999                             | Fabiano Fontanelli        | Max van Heeswijk      | David Moncoutié      |
| 2000                             | Didier Rous               | Lance Armstrong       | Igor Flores          |
| 2001                             | Laurent Brochard          | David Millar          | Scott Sunderland     |
| 2002                             | Marcus Ljungqvist         | Ludovic Turpin        | Sandy Casar          |
| 2003                             | Laurent Brochard          | Carlos Torrent        | Nicolas Vogondy      |
| 2004                             | Franck Bouyer             | Thomas Löfkvist       | Johan Coenen         |
| 2005                             | Laurent Brochard          | Brett Lancaster       | Sandy Casar          |
| 2006                             | Anthony Geslin            | Cédric Coutouly       | Charles Guilbert     |
| 2007                             | Sébastien Joly            | Anthony Charteau      | Benoît Vaugrenard    |
| 2008                             | Alejandro Valverde        | Jérôme Pineau         | Benoît Vaugrenard    |
| 2009                             | Jimmy Casper              | Romain Feillu         | Alexander Efimkin    |
| 2010                             | Sébastien Minard          | Maxime Méderel        | Laurent Mangel       |
| 2011                             | Sandy Casar               | Romain Hardy          | Julien Antomarchi    |
| 2012                             | Pierre-Luc Périchon       | Cyril Bessy           | Jean-Marc Bideau     |
| 2013                             | Pierrick Fédrigo          | Sylvain Georges       | Pierre Rolland       |
| 2014                             | Bryan Coquard             | Samuel Dumoulin       | Laurent Pichon       |
| 2015                             | Julien Loubet             | Pierrick Fédrigo      | Samuel Dumoulin      |
| 2016                             | Cyril Gautier             | Anthony Delaplace     | Romain Feillu        |
| 2017                             | Nacer Bouhanni            | Samuel Dumoulin       | Kévin Réza           |
| 2018                             | Lilian Calmejane          | Valentin Madouas      | Andrea Vendrame      |
| 2019                             | Benoît Cosnefroy          | Pierre-Luc Périchon   | Quentin Jauregui     |
| 2020                             | Dorian Godon              | Maurits Lammertink    | Nacer Bouhanni       |
| 2021                             | Dorian Godon              | Pierre-Luc Périchon   | Geoffrey Bouchard    |
| 2022                             | Anthony Delaplace         | Valentin Ferron       | Thibault Ferasse     |
| 2023                             | Valentin Ferron           | Ewen Costiou          | Fredrik Dversnes     |
| 2024                             | Benoît Cosnefroy          | Clément Venturini     | Alexandre Delettre   |
| 2025                             |                           |                       |                      |

Notas:
- As edições 1942, 1943 e 1944, foram edições não oficiais
- O segundo classificado da edição 2000 foi o ciclista Lance Armstrong, mas em outubro do 2012, foi suspenso de por vida por dopagem sistémico e os resultados obtidos após o 1 de agosto de 1998 lhe foram anulados.[3][4]

## Palmarés por países
Actualizado após edição de 2023
| País          | Vitórias |
| ------------- | -------- |
| França        | 71       |
| Países Baixos | 5        |
| Itália        | 2        |
| Dinamarca     | 2        |
| Alemanha      | 1        |
| Cazaquistão   | 1        |
| Ucrânia       | 1        |
| Suíça         | 1        |
| Suécia        | 1        |
| Espanha       | 1        |